# Wumeng Shan
Wumeng Shan är en bergskedja i Kina. Den ligger i den centrala delen av landet, 1 900 km sydväst om huvudstaden Peking.
Wumeng Shan sträcker sig 159 km i sydostlig-nordvästlig riktning. Den högsta punkten är 3 178 meter över havet.
Topografiskt ingår följande toppar i Wumeng Shan:
- Jiucaiping
- Lujiadaying